# Mart'nália
Martnália Mendonça Ferreira, conocida como Mart'nália (Río de Janeiro, 7 de septiembre de 1965) es una cantante, compositora y percusionista brasileña.

## Carrera
Hija del sambista Martinho da Vila y la cantante Analía Mendonca (su nombre es una mezcla de los nombres de los padres), nació en Vila Isabel, Zona Norte de Río de Janeiro. Desde su infancia se vio rodeada de música.
Comenzó su carrera profesional a los 16 años, haciendo coros a las canciones de su padre junto a su hermana, Analimar. A mediados de la década de 1990, comenzó a hacer presentaciones en el circuito de bares, clubes nocturnos y teatros de Río de Janeiro, que culminó en el lanzamiento del álbum Mi hombre. Desde 1994, se unió al grupo Batacotô. También formó parte de la banda del percusionista Iván Lins.
Mart'nália tuvo el privilegio de ser patrocinada por grandes nombres de la música popular brasileña, gracias a su padre. Caetano Veloso fue el director artístico del álbum Pé de meu samba, además de componer la canción principal, y Maria Bethânia produjo Menino do Rio. A partir de estos dos álbumes, Mart'nália comenzó a atraer una mayor atención de los medios y tener una agenda de presentaciones a través del país, allanando el camino para giras internacionales por Europa y África.
La Teleserie de las 21 horas de la Rede Globo, Babilônia, la tiene como banda sonora de apertura y de cierre: Pra Que Chorar? (en español ¿Para qué amargarse?). Se declaró lesbiana y tuvo una relación con la empresaria Nana Lima.

## Discografía[5]
- Mart'nália (1987)
- Minha cara (1997)
- Pé de meu samba (2002)
- Pé de meu samba ao vivo (2004)
- Menino do Rio (2006)
- Mart'nália em Berlim ao vivo (2006)
- Madrugada (2008)
- Minha Cara (2009)
- Mart'nália em África ao Vivo (2010)